# Wheein
Jung Whee-in (em coreano: hangul: 정휘인; hanja: 丁輝人; romaniz.: Romanização revisada: Jeong Hwi-in; McCune-Reischauer: Chŏng Hwiin; nascida em Jeju, Jeolla do Norte, Coreia do Sul, em 17 de abril de 1995), mais conhecida como Wheein (em coreano: hangul: 휘인; hanja: 輝人; romaniz.: Romanização revisada: Hwiin; McCune-Reischauer: Hwiin), é uma cantora sul-coreana integrante do grupo feminino Mamamoo, que realizou a sua estreia em 19 de junho de 2014.

## Biografia
Wheein nasceu no dia 17 de abril de 1995 em Jeonju, Coreia do Sul onde viveu com seus pais como filha única. Ela se graduou na Wonkwang Information Arts High School.

## Carreira
Em 18 de junho de 2014, Wheein realizou sua estreia oficial como integrante do grupo feminino Mamamoo com o lançamento do single Mr. Ambiguous, acompanhado pelo extended play intitulado Hello. A primeira apresentação ao vivo do grupo ocorreu no programa musical M Countdown em 19 de junho. Em 24 de abril de 2016, Wheein foi concorrente no programa King of Mask Singer. Em 19 de junho, Wheein serviu como MC especial para o programa musical Inkigayo, ao lado de sua colega de grupo Moonbyul, V e J-Hope, ambos integrantes do grupo masculino Bangtan Boys. Pouco depois, foi revelado que Wheein faria uma participação especial no drama remake Entourage ao lado do Mamamoo. Em 6 de outubro de 2017, Wheein lançou oficialmente uma OST para o drama Yellow, intitulado Shadow. Um videoclipe especial para a canção foi lançada no mesmo dia.Terminando sua carreira no grupo mamamoo em 2023

## Discografia

### Temas para dramas
| Ano  | Título | Drama  | Artistas | Notas                                             |
| ---- | ------ | ------ | -------- | ------------------------------------------------- |
| 2017 | Shadow | Yellow | Wheein   | Lançamento acompanhado por um videoclipe especial |

### Singles
| Título                                                       | Ano          | Melhores posições nas paradas | Vendas          | Álbum                |
| Título                                                       | Ano          | KOR                           | Vendas          | Álbum                |
| Colaborações                                                 | Colaborações | Colaborações                  | Colaborações    | Colaborações         |
| ------------------------------------------------------------ | ------------ | ----------------------------- | --------------- | -------------------- |
| "Narcissus" (나르시스) with M&D                              | 2016         | 140                           | —               | SM Station           |
| "Angel" com Solar                                            | 2016         | 26                            | - KOR: 80,597+  | Memory               |
| "Da Ra Da" (다라다) with Jeff Bernat & B.O.                  | 2017         | 43                            | - KOR: 74,940+  | Purple               |
| Como artista destaque                                        |              |                               |                 |                      |
| "Under Age's Song" Phantom feat. Wheein                      | 2014         | —                             | —               | Phantom Power        |
| "The Sunlight Hurts" (햇살이 아파) Standing Egg feat. Wheein | 2014         | 61                            | - KOR: 24,384+  | Like                 |
| "Domino" CNBLUE feat. Wheein                                 | 2015         | —                             | - KOR: 14,693+  | 2gether              |
| "Please Just Go" (그냥가요) Louie of Geeks feat. Wheein      | 2015         | 25                            | - KOR: 116,652+ | Non-album single     |
| "Ex Girl" Monsta X feat. Wheein                              | 2016         | 118                           | - KOR: 17,528+  | The Clan Part.1 Lost |
| "Hey!" (야!) Sandeul feat. Wheein                            | 2016         | —                             | - KOR: 22,709+  | Stay As You Are      |
| "Anymore" (부담이 돼) Jungkey feat. Wheein                   | 2017         | 1                             | - KOR: 719,183+ | Empty                |
| "4:44" (4시 44분) Park Bom feat. Wheein                      | 2019         | -                             | -               | Blue Rose            |
| "—" indica lançamentos que não apresentaram gráficos.        |              |                               |                 |                      |

## Composições
| Ano  | Artista | Música        | Função                 | Album   |
| ---- | ------- | ------------- | ---------------------- | ------- |
| 2016 | Mamamoo | "My Hometown" | Letrista               | Melting |
| 2016 | Mamamoo | "Moderato"    | Letrista e compositora | Memory  |
| 2016 | Mamamoo | "Angel"       | Letrista               | Memory  |

## Filmografia

### Dramas
| Ano  | Emissora | Título    | Notas                             |
| ---- | -------- | --------- | --------------------------------- |
| 2016 | TVN      | Entourage | Participação especial com Mamamoo |

### Programas de variedades
| Ano  | Emissora | Título              | Notas                                                    |
| ---- | -------- | ------------------- | -------------------------------------------------------- |
| 2016 | MBC      | King of Mask Singer | Participação nos episódios 55 e 56 como Like a Half Moon |

## Prêmios

### Programas musicais
| Programa | Data               | Música                         | Resultado |
| -------- | ------------------ | ------------------------------ | --------- |
| Inkigayo | 26 de maio de 2017 | "Anymore" Jungkey feat. Wheein | Venceu    |